# Walisische Badmintonmeisterschaft 2010
Die Walisische Badmintonmeisterschaft 2010 fand im Februar 2010 in Swansea statt.

## Medaillengewinner
| Disziplin    | Gold                           | Silber                        | Bronze                         |
| ------------ | ------------------------------ | ----------------------------- | ------------------------------ |
| Herreneinzel | Irwansyah                      | Jamie van Hooijdonk           | Raj Popat                      |
| Herreneinzel | Irwansyah                      | Jamie van Hooijdonk           | Daniel van Hooijdonk           |
| Dameneinzel  | Sarah Thomas                   | Carissa Turner                | Bethan Higginson               |
| Dameneinzel  | Sarah Thomas                   | Carissa Turner                | Jordan Hart                    |
| Herrendoppel | James Phillips Joe Morgan      | Martyn Lewis Matthew Hughes   | Gareth Gooding Tom Meakin      |
| Herrendoppel | James Phillips Joe Morgan      | Martyn Lewis Matthew Hughes   | Irwansyah Nic Strange          |
| Damendoppel  | Carissa Turner Caroline Harvey | Kelly Blake Bethan Higginson  | Rachel Thomas Sarah Thomas     |
| Damendoppel  | Carissa Turner Caroline Harvey | Kelly Blake Bethan Higginson  | Vikki Jones Nicole Walkley     |
| Mixed        | Richard Vaughan Sarah Thomas   | Joe Morgan Kerry Ann Sheppard | James Phillips Caroline Harvey |
| Mixed        | Richard Vaughan Sarah Thomas   | Joe Morgan Kerry Ann Sheppard | Gareth Cox Bethan Higginson    |